# La Ferrière-Airoux
La Ferrière-Airoux è un comune francese di 346 abitanti situato nel dipartimento della Vienne nella regione della Nuova Aquitania.

## Società

### Evoluzione demografica
Abitanti censiti